# لي غوش
لي غوش (بالإنجليزية: Lee Gooch)‏ هو لاعب كرة قاعدة أمريكي، ولد في 23 فبراير 1890 في أوكسفورد في الولايات المتحدة، وتوفي في 18 مايو 1966 في رالي في الولايات المتحدة.

## وصلات خارجية
- لي غوش على موقعبيزبول رفرنس.كوم (الدوري الرئيسي) (الإنجليزية)
- لي غوش على موقعبيزبول رفرنس.كوم (الدوري الثانوي) (الإنجليزية)